# Vicente Pérez Nestar
Vicente Pérez Nestar   (Arconada, 22 de gener de 1928 - Sant Sebastià, 23 d'agost de 2002), conegut com a Quico Pérez, fou un futbolista espanyol de la dècada de 1950.
Ell va néixer el 28 de gener de 1928 a Arconada. Fill de Fabriciano Pérez Revilla i de Ricarda Nestar Frechilla. Començà a jugar a l'equip de la ciutat on ell va créixer, el Villafranca UC, passant a continuació al Burgos CF.
L'any 1953 marxà a jugar al Club Deportivo Vasco de Caracas, on coincidí amb Andrés Prieto, qui també seria jugador del RCD Espanyol. Jugà durant tres temporades a Sarrià, principalment a l'equip reserva, disputant només tres partits oficials amb el primer equip.
Finalitzà la seva carrera a l'Hèrcules CF.